# Хелениус, Роберт
Роберт Габриэль Хелениус (фин. Robert Gabriel Helenius; род. 2 января 1984, Стокгольм, Швеция) — финский боксёр-профессионал, выступающий в тяжёлой весовой категории. Серебряный призёр чемпионата Европы (2006), многократный победитель и призёр международных и национальных первенств в любителях.
Среди профессионалов чемпион Европы по версии EBU (2011—2012, 2015—2016) в тяжёлом весе, бывший чемпион по версии WBA Gold World (2020—2022), и бывший официальный претендент на титул чемпиона мира по версии WBA (2020—2021), чемпион по версиям IBF Inter-Continental (2018—2019), WBC International Silver (2017), IBF International (2015—2016), WBA Inter-Continental (2011—2012), WBO Inter-Continental (2010—2012).
Лучшая позиция по рейтингу BoxRec — 3-я (ноябрь 2011) и является 1-м среди финских боксёров тяжёлой весовой категории, а по рейтингам основных международных боксёрских организаций занимает: 3-ю строчку рейтинга WBA, 10-ю строку рейтинга WBC и 20-ю строку рейтинга IBO, — уверенно входя в ТОП-20 лучших тяжеловесов всего мира.

## Биография
Роберт Хелениус вырос в южной Финляндии. С 14 лет обучался у своего отца, Карла.

## Любительская карьера
Любительскую карьеру Роберт начал в 1998 году. Серебряный призёр Финляндии 2001 года и трёхкратный обладатель золотой медали Финляндии 2003—2005 годов.
Его первый международный успех был в 2000 году на чемпионате Европы среди кадетов (до 17 лет), где он занял третье место.
В 2001 году занял бронзу на юношеском чемпионате Европы, проиграв в полуфинале россиянину Исламу Тимурзиеву.
В 2005 году победил по очкам британца Дэвида Прайса.
В 2006 году на чемпионате Европы занял второе место, уступив в финальном бою россиянину Исламу Тимурзиеву.
В любительской карьере проиграл известному канадцу Бермейну Стиверну и победил известного бойца MMA Сергея Харитонова.
В общем счёте на любительском ринге Хелениус провёл 144 поединка. 105 выиграл, из которых 51 нокаутом. В 38 потерпел поражение, в одном бою была зафиксирована ничья.

## Профессиональная карьера

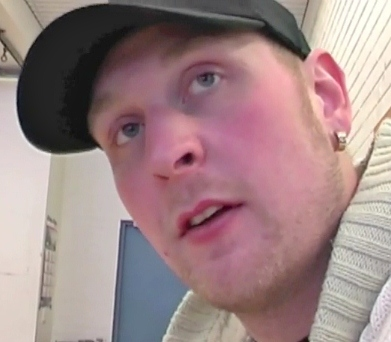
Хелениус в 2010 году

После любительской карьеры, финн перешёл в профессиональный бокс. Дебют на профессиональном ринге состоялся 17 мая 2008 года в тяжёлой весовой категории, где он нокаутировал своего оппонента, немца, Гена Пукалла (14-11-2).
Следующих четырёх соперников Хелениус победил по очкам, среди которых был начинающий непобеждённый боксёр, швейцарец, Никола Васинкович (3-0).

### 2009—2011
Пятый поединок провёл против немца, Энрико Гармендия (11-2-1), дважды отправил его в нокдаун уже в первом раунде, после чего немец просигнализировал рефери что отказывается от дальнейшего продолжения поединка.
В мае 2009 года Хелениус нокаутировал в 6-м раунде бывшего чемпиона Великобритании, Скотта Гаммера.

#### Бой с Тарасом Биденко
Первый серьёзные свой бой, Хелениус провёл уже к 10-му поединку, где победил досрочно известного украинского боксёра, Тараса Биденко. В бою Хелениус нанёс украинцу сильное рассечение.

#### Бой с Леймоном Брюстером
Менее трёх месяцев спустя Роберт победил бывшего чемпиона мира, Леймона Брюстера, техническим нокаутом в 8-м раунде, предварительно отправив именитого американца на настил ринга во втором раунде. До этого Брюстер досрочно проигрывал лишь во втором бое с Владимиром Кличко. От сильного избиения в бою с Хелениусом у Брюстера отслоилась сетчатка левого глаза, из-за чего срочно пришлось делать операцию и Лаймон после этого боя завершил карьеру.

#### Бой с Гбенгу Олоукуном
26 марта 2010 года Хелениус победил по очкам чемпиона Африки, Гбенгу Олоукуна.

#### Бой с Тони Грегори
После этого боя, в августе 2010 года, Роберт нокаутировал в 6-м раунде непобеждённого французского боксёра, Грегори Тони, и завоевал титул чемпиона Европы по версии EBU-EU.

#### Бой с Аттилой Левиным

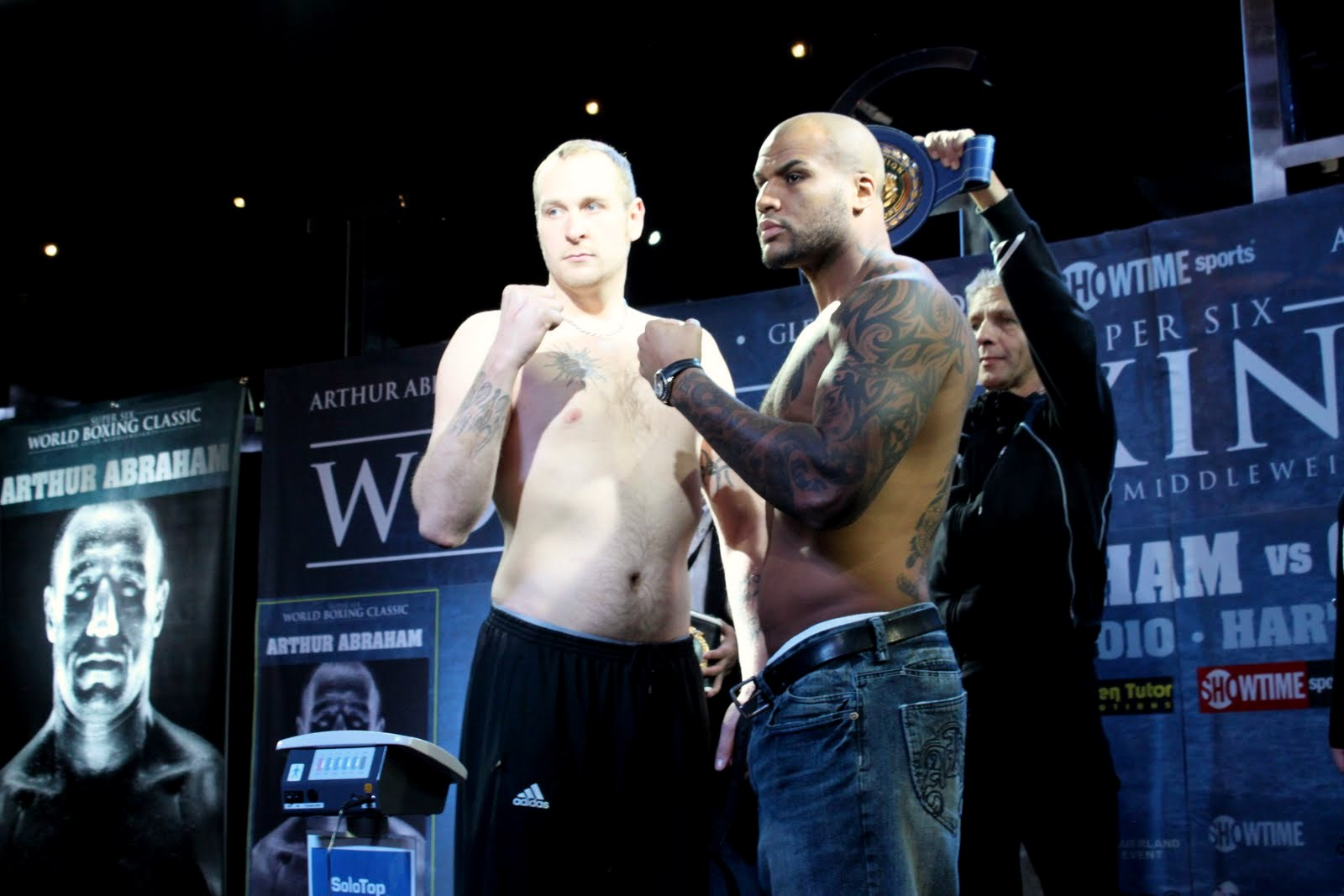
Роберт Хелениус и Аттила Левин

В ноябре 2010 года Хелениус встретился с известным шведским боксёром, Аттилой Левиным, в бою с которым защитил свой титул, и завоевал ещё один пояс интерконтинентального чемпиона мира по версии WBO.

#### Бой с Сэмюэлем Питером
В апреле 2011 года состоялся бой Сэмюэля Питера с восходящим проспектом мирового бокса, Робертом Хелениусом. Бой начался не очень активно, Хелениус держал дистанцию джебом, но Питер время от времени проводил свои взрывные атаки, которые чаще приходились в защиту Хелениуса. После нескольких раундов напор Питера спал, и была сильно заметна его усталость. В 9-м раунде Хелениус послал Питера в нокдаун. Питер с трудом встал, и Хелениус тут же начал добивать Питера, и точным одиночным боковым в голову отправил Питера в глубокий нокаут.

#### Бой с Сергеем Ляховичем
4 августа 2011 года Хелениус вышел на ринг с бывшим чемпионом мира Сергеем Ляховичем. Бой выдался очень зрелищным и ярким. Первую половину боя была довольно яркая и конкурентная борьба, со множеством ярких эпизодов со стороны что финна, что белоруса, но ко второй половине поединка Ляхович начал уставать и больше пропускать удары. В 8-м раунде Хелениус отправил Сергея Ляховича в нокдаун, а уже на первых секундах 9-го раунда обрушил на белоруса сокрушительный град ударов. Только вмешательство судьи спасло Ляховича от чистого нокаута, ведь после остановки боя, от последних ударов финна, Ляхович рухнул на настил. Хелениус ярко и уверенно победил.

#### Бой с Дереком Чисорой
4 декабря 2011 года в бою за вакантный титул чемпиона Европы Хелениус встретился с известным британцем, Дереком Чисорой. Никто Чисору не считал серьёзным противником после чистого поражения от Тайсона Фьюри, но англичанин сделал невероятное и весь бой прессинговал Хелениуса. Однако в конце боя судьи неожиданно отдали победу Хелениусу. Встреча проходила в яркой и конкурентной борьбе. В течение всего поединка соперники осыпали друг друга тяжелейшими ударами. Агрессором по ходу боя выступал Дерек Чисора, который постоянно шёл вперед. Хелениус также не сдерживался в ударах, хотя их количество во многом уступало аналогичному показателю британца. И если в первой половине поединок носил конкурентный характер, то вторую часть Чисора взял более уверенно. Все эксперты сошлись во мнении, что Чисора был ограблен судьями и заслужил как минимум ничью. Хелениус утверждал, что в бою с Чисорой повредил руку и это не позволило ему убедительно выиграть.

### 2012—2014
После получения травмы в бою с Чисорой Хелениус долгое время восстанавливался и только в августе перешёл к полноценным тренировкам.

#### Бой с Шерманом Уильямсом
Задолго до объявления нового соперника финна была уже известна предстоящая дата его поединка. Изначально соперником Хелениуса назывался его непобеждённый соотечественник, Ярно Росберг. Но за три недели до поединка был объявлен официальный соперник. Им стал багамский боксёр, Шерман Уильямс. В послужном списке Уильямса значатся 35 побед и 11 поражений. Но несмотря на поражения, Шерман досрочно проигрывал лишь однажды, и было это в 1999 году. Никто из последующих, опытных оппонентов Уильямса не смог отправить в нокаут багамского боксёра.
Совершить громкую победу нокаутом над Уильямсом Хелениусу не удалось. Боксёры прошли всю дистанцию 10-раундового поединка, с небольшим преимуществом финна. Несколько раундов были равными, а в 6-м багамский боксёр был убедительнее, когда сильно потряс Хелениуса, но финн сумел продержаться до гонга.

#### Бой с Майклом Спроттом
23 марта 2013 года в невнятном и незрелищном поединке Хелениус неуверенно победил по очкам британца Майкла Спротта.
В декабре 2013 года стало известно, что Роберт Хелениус захотел разорвать свой контракт с немецкой промоутерской компанией Sauerland Event.

### 2015—2017
21 марта 2015 года после двухлетнего перерыва вернулся на ринг и победил техническим нокаутом венгра Андраша Чёмёра (András Csömör) в первом раунде.

#### Бой с Францем Риллом
19 декабря 2015 года победил единогласным решением судей немца Франца Рилла и завоевал вакантный пояс чемпиона Европы, которым владел ранее.

#### Бой с Жоаном Дюапа
2 апреля 2016 года состоялся бой за вакантный пояс WBC Silver, между бывшим претендентом WBC Жоанн Дюапа и с непобеждённым финским боксёром Робертом Хелениусом, Дюопа сенсационно победил Хелениуса, остановив фина в шестом раунде. Тем самым нанеся первое поражение Хелениусу в профессиональной карьере.

#### Бой с Диллианом Уайтом
28 октября 2017 года состоялся второй бой в карьере Хелениуса за вакантный пояс WBC Silver. Соперником Роберта был британец ямайского происхождения Диллиан Уайт (21-1). Уайт уверено победил Хелениуса, единогласным решением судей со счётом 119—109, 119—109, 118—110. Тем самым нанеся второе поражение Хелениусу в профессиональной карьере.

### 2018 - н.в

##### Два боя с Быховцевым
17 марта 2018 года в Таллине, Эстония «Нордический кошмар», Хелениус одержал победу в восьми раундах спорным решением судей над белорусским джорнимэном Юрием Быховцевым 10-14-3, (5 КО). Двое судей выставили оценки 77-76 в пользу Хелениуса и один судья – 78-75 в пользу Быховцева. Для Хелениуса это был первый бой после проигрыша единогласным решением судей в 12-раундном поединке с британским спортсменом Дилланом Уайтом в октябре прошлого года на стадионе Principality в Кардиффе.
11 августа 2018 года в Финляндии Хелениус победил единогласным решением судей в матче-реванше Быховцева. Хелениус агрессивно начал бой, но Быховцев принял вызов, и финский боксер перешел к работе вторым номером — он встречал атаки соперника и клинчевал, но Быховцеву удавались успешные атаки, а удары Хелениуса не могли его остановить. В итоге Хелениус победил со счетом 60-55, 58-57, 59-55.

#### Проигрыш Джеральду Вашингтону
13 июля 2019 года в США в главном событии турнира встретилися и экс-претендентом на титул чемпиона мира по версии WBC Джеральд Вашингтон 10-3-1.
Встреча проходила в неспешном темпе. Но под её занавес американец стал работать активнее. В восьмой трёхминутке он провёл серию ударов и потряс соперника, финн начал отступать и вдогонку пропустил правый тяжёлый, который и отправил его в нокаут.

#### Бой с Адамом Ковнацким
7 марта 2020 года состоялся бой с небитым поляком Адамом Ковнацким (20-0), в котором Хелениус победил техническим нокаутом в 4-м раунде и завоевал статус официального претендента на титул чемпиона мира по версии WBA в тяжёлом весе.

#### Реванш с Адамом Ковнацким
9 октября 2021 года в Лас Вегасе (США) провел матч-реванш с Адамом Ковнацким. Поединок проходил в одностороннем ключе, Хелениус был точнее и бил жестче, а Ковнацкий в основном шел вперед, принимая на себя удары соперника. В пятом раунде с Ковнацкого было снято очко за запрещенные удары ниже пояса, а в шестом, после очередного запрещенного удара, рефери дисквалифицировал польского боксера.

#### Бой с Деонтеем Уайлдером
16 октября 2022 года состоялся бой в «Барклайс-центр» в Бруклине (штат Нью-Йорк, США) с американцем Деонтеем Уайлдером. Досрочную победу в первом раунде одержал американский боксёр. Деонтей сразу отдал инициативу, став работать вторым номером, незадолго до сигнала на перерыв поймал соперника коротким ударом справа навстречу, отправив представителя Финляндии в глухой нокаут за три секунды до гонга. Хелениуса долго не могли привести в чувство и он покинул ринг, как только смог встать на ноги, а «Бронзовый бомбардировщик» в послематчевом интервью заявил, что хочет видеть своим следующим соперником Энди Руиса который к тому моменту победил Луиса Ортиса, или Александра Усика.

#### Бой с Мика Миелоненом
5 августа 2023 года в Савонлинне, (Финляндия) провел бой с соотечественником 41-летним Микой Миелоненом 6-0, (6 КО). Хелениус ожидаемо победил Миелонена техническим нокаутом в третьем раунде, а после заявил, что скорее всего продолжит свою боксерскую карьеру: «Посмотрим, все может произойти очень быстро. В данный момент есть различные варианты. Я хочу продолжить и возможно даже попытаться завоевать титул чемпиона мира. Я еще не решил на 100%, но ощущения хорошие. Мне нравится прилив адреналина, когда выходишь на ринг. Я люблю боксировать». Через несколько дней после победы над Миелоненом ему поступило предложение заменить Диллиона Уайта в бою против Энтони Джошуа.

#### Бой с Энтони Джошуа
Команда Джошуа договорилась о проведении матча-реванша с Диллианом Уайтом, и компания Matchroom Boxing официально анонсировала этот бой, но 5 августа стало известно, что Уайт провалил допинг-тест, из-за чего команда британца начала поиски нового оппонента. Промоутер Эдди Хирн 8 августа объявил нового соперника Энтони Джошуа — Роберта Хелениуса 32-4, (21 КО). Бой состоялся 12 августа 2023 года в главном событии вечера на арене O2 Arena в Лондоне.
Оба боксера осторожничали и лишь изредка работали джебом. В 7 раунде Джошуа наконец-то смог выйти на позицию для хорошего удара и отправил Роберта Хелениуса в тяжелый нокаут. Для британца это первая досрочная победа за последние почти 3 года. Сразу после поединка Эдди Хирн заявил о том, что он ведет переговоры о поединке между Джошуа и Деонтеем Уайлдером. Согласно плану, бой должен состояться в январе 2024 года в Саудовской Аравии. Хирн призвал менеджера Уайлдера Шелли Финкеля активизироваться и организовать, как сказал сам Эдди — «один из самых больших боев в истории».

## Таблица профессиональных поединков
В таблице перечислены результаты всех поединков боксёров.
В каждой строке указан результат поединка. Дополнительно номер поединка обозначен цветом, который обозначает итог поединка. Расшифровка обозначений и цветов представлена в нижеследующей таблице.
| Пример | Расшифровка                     |
| ------ | ------------------------------- |
|        | Победа                          |
|        | Ничья                           |
|        | Поражение                       |
|        | Планируемый поединок            |
|        | Поединок признан несостоявшимся |
| КО     | Нокаут                          |
| ТКО    | Технический нокаут              |
| PTS    | Решение судей (по очкам)        |
| UD     | Единогласное решение судей      |
| MD     | Решение большинства судей       |
| SD     | Раздельное решение судей        |
| RTD    | Отказ от продолжения боя        |
| DQ     | Дисквалификация                 |
| NC     | Поединок признан несостоявшимся |

| 37 поединков, 32 победы (21 нокаутом), 5 поражений. | 37 поединков, 32 победы (21 нокаутом), 5 поражений. | 37 поединков, 32 победы (21 нокаутом), 5 поражений. | 37 поединков, 32 победы (21 нокаутом), 5 поражений. | 37 поединков, 32 победы (21 нокаутом), 5 поражений.                  | 37 поединков, 32 победы (21 нокаутом), 5 поражений. | 37 поединков, 32 победы (21 нокаутом), 5 поражений. |
| Бой | Рекорд                                              | Дата боя                                            | Соперник                                            | Место проведения боя                                                 | Результат                                           | Дополнительно |
| --- | --------------------------------------------------- | --------------------------------------------------- | --------------------------------------------------- | -------------------------------------------------------------------- | --------------------------------------------------- | --- |
| 37 | 32(21)-5                                            | 12 августа 2023                                     | Энтони Джошуа (25-3)                                | O2 Арена, Лондон, Великобритания                                     | KO 7 (12), 1:27                                     | |
| 36 | 32(21)-4                                            | 5 августа 2023                                      | Мика Миелонен (6-0)                                 | Operastage, Олавинлинна, Савонлинна, Финляндия                       | TKO 3 (8), 1:51                                     | |
| 35 | 31(20)-4                                            | 15 октября 2022                                     | Деонтей Уайлдер (42-2-1)                            | Барклайс-центр, Бруклин, Нью-Йорк, США                               | KO 1 (12), 2,57                                     | Полуфинальный элиминатор по версии WBC |
| 34 | 31(20)-3                                            | 9 октября 2021                                      | Адам Ковнацкий (2) (20-1)                           | Ти-Мобайл Арена, Лас-Вегас, Невада, США                              | TKO 6 (12), 2:38                                    | С Ковнацкого снято очко за удары ниже пояса в 5-м раунде |
| 33 | 30(19)-3                                            | 7 марта 2020                                        | Адам Ковнацкий (20-0)                               | Барклайс-центр, Бруклин, Нью-Йорк, США                               | TKO 4 (12), 1:08                                    | Завоевал статус официального претендента на титул чемпиона мира по версии WBA и титул чемпиона по версии WBA Gold World в тяжёлом весе.                                                           |
| 32 | 29(18)-3                                            | 30 ноября 2019                                      | Матеус Роберто Осорио (9-4)                         | Ваба Лава, Нарва, Эстония                                            | TKO 2 (8), 2:02                                     | |
| 31 | 28(17)-3                                            | 13 июля 2019                                        | Джеральд Вашингтон (19-3-1)                         | Миннеаполис, Миннесота, США                                          | KO 8 (10), 2:32                                     | |
| 30 | 28(17)-2                                            | 29 сентября 2018                                    | Эркан Тепер (19-2)                                  | Вальденбух, Баден-Вюртемберг, Германия                               | KO 8 (12), 3:00                                     | Завоевал вакантный титул чемпиона по версии IBF Inter-Continental в тяжёлом весе. |
| 29 | 27(16)-2                                            | 11 августа 2018                                     | Юрий Быховцев (10-16-3)                             | Operastage, Олавинлинна, Савонлинна, Финляндия                       | UD 6                                                | Счёт: 60-55, 59-55, 58-57. |
| 28 | 26(16)-2                                            | 17 марта 2018                                       | Юрий Быховцев (10-14-3)                             | Раквере, Эстония                                                     | SD 8                                                | Счёт: 78-76, 77-76, 75-77. |
| 27 | 25(16)-2                                            | 28 октября 2017                                     | Диллиан Уайт (21-1)                                 | Principality Stadium, Кардифф, Великобритания                        | UD 12                                               | Счёт: 110-118, 109-119 (дважды). Бой за вакантный титул чемпиона по версии WBC Silver в супертяжёлом весе.                                                                                        |
| 26 | 25(16)-1                                            | 17 июня 2017                                        | Евгений Орлов (17-14-1)                             | Таллин, Эстония                                                      | RTD 6 (10), 3:00                                    | Завоевал вакантный титул чемпиона по версии WBC International Silver в тяжёлом весе. |
| 25 | 24(15)-1                                            | 17 декабря 2016                                     | Гонсало Басиле (68-11)                              | Хельсинки, Финляндия                                                 | TKO 1 (12) 0:48                                     | |
| 24 | 23(14)-1                                            | 10 сентября 2016                                    | Константин Айрих (23-17-2)                          | Мариехамн, Финляндия                                                 | KO 1 (8) 0:49                                       | |
| 23 | 22(13)-1                                            | 2 апреля 2016                                       | Жоан Дюапа (33-3-0)                                 | Хельсинки, Финляндия                                                 | KO 6 (12) 3:08                                      | Бой за вакантный титул чемпиона по версии WBC Silver в супертяжёлом весе. |
| 22 | 22(13)-0                                            | 19 декабря 2015                                     | Франц Рилл (11-0-0)                                 | Хельсинки, Финляндия                                                 | UD 12                                               | Счёт: 118-109, 117-109 (дважды). Бой за вакантные титулы чемпиона Европы по версии EBU и чемпиона по версии IBF International в супертяжёлом весе.                                                |
| 21 | 21(13)-0                                            | 13 июня 2015                                        | Бека Лобжанидзе (12-2-0)                            | Vaasa Areena, Вааса, Финляндия                                       | KO 3 (8) 0:47                                       | Лобжанидзе в нокдауне в 1-м и 2-м раундах. |
| 20 | 20(12)-0                                            | 21 марта 2015                                       | Андраш Чёмёр (11-4-1)                               | Tondiraba Ice Hall, Таллин, Эстония                                  | TKO 1 (6) 1:02                                      | |
| 19 | 19(11)-0                                            | 23 марта 2013                                       | Майкл Спротт (37-19)                                | Koenig Pilsener Arena, Оберхаузен, Северный Рейн-Вестфалия, Германия | UD 10                                               | Счёт: 97-93, 98-93 (дважды). |
| 18 | 18(11)-0                                            | 10 ноября 2012                                      | Шерман Уильямс (35-11-2)                            | Ice Hall, Хельсинки, Финляндия                                       | UD 10                                               | Счёт: 99-91, 99-93, 98-93. |
| По причине невозможности защиты своих титулов в связи с вынужденным перерывом из-за травмы, полученной в бою с Чисорой, был лишен титула EBU, а затем интерконтинентальных титулов WBO и WBA. |                                                     |                                                     |                                                     |                                                                      |                                                     | |
| 17 | 17(11)-0                                            | 4 декабря 2011                                      | Дерек Чисора (15-1)                                 | Хартвалл Арена, Хельсинки, Финляндия                                 | SD 12                                               | Счёт: 113-115, 115-113 (дважды). Завоевал вакантный титул чемпиона Европы EBU, интерконтинентальный титул чемпиона мира по версии WBO, 3-я защита Хелениуса, по версии WBA, 2-я защита Хелениуса. |
| 16 | 16(11)-0                                            | 4 августа 2011                                      | Сергей Ляхович (25-3)                               | Олимпия-Эйспортцентр, Мюнхен, Германия                               | TKO 9 (12) 0:19                                     | Интерконтинентальный титул чемпиона мира по версии WBO, 2-я защита Хелениуса, по версии WBA, 1-я защита Хелениуса.                                                                                |
| 15 | 15(10)-0                                            | 2 апреля 2011                                       | Сэмюэл Питер (34-4)                                 | Герри Вебер Стадион, Халле, Северный Рейн-Вестфалия, Германия        | KO 9 (12), 1:50                                     | Завоевал вакантный интерконтинентальный титул чемпиона мира по версии WBA, по версии WBO, 1-я защита Хелениуса.                                                                                   |
| 14 | 14(9)-0                                             | 27 ноября 2010                                      | Аттила Левин (34-3)                                 | Хартвалл Арена, Хельсинки, Финляндия                                 | TKO 2 (12) 1:20                                     | Завоевал вакантный интерконтинентальный титул чемпиона мира по версии WBO, титул чемпиона Европы по версии EBU-EU, 1-я защита Хелениуса.                                                          |
| 13 | 13(8)-0                                             | 21 августа 2010                                     | Грегори Тони (12-0)                                 | Мессехолл, Эрфурт, Германия                                          | TKO 6 (12) 0:39                                     | Выиграл вакантный титул чемпиона Европы по версии EBU-EU. |
| 12 | 12(7)-0                                             | 26 марта 2010                                       | Гбенга Олоукун (17-3)                               | Тулон Кисахолл, Хельсинки, Финляндия                                 | UD 8                                                | Счёт: 79-76, 78-75, 77-75. |
| 11 | 11(7)-0                                             | 30 января 2010                                      | Лаймон Брюстер (35-5)                               | Джанспортфорум, Нойбранденбург, Германия                             | TKO 8 (10) 2:13                                     | |
| 10 | 10(6)-0                                             | 7 ноября 2009                                       | Тарас Биденко (26-3)                                | Арена Нюрнберг Вершингерунг, Нюрнберг, Германия                      | RTD 3 (8) 3:00                                      | |
| 9 | 9(5)-0                                              | 29 августа 2009                                     | Сердар Уйсал (9-7-2)                                | Герри Вебер Стадион, Халле, Германия                                 | KO 6 (8) 2:37                                       | |
| 8 | 8(4)-0                                              | 30 мая 2009                                         | Скотт Гаммер (18-3-1)                               | Хартвалл Арена, Хельсинки, Финляндия                                 | KO 6 (8)                                            | |
| 7 | 7(3)-0                                              | 9 мая 2009                                          | Оезкан Цетинкай (15-4-1)                            | Джако-Арена, Бамберг, Германия                                       | TKO 2 (8) 1:36                                      | |
| 6 | 6(2)-0                                              | 28 февраля 2009                                     | Энрико Гармендия (11-2-1)                           | Джанспортфорум, Нойбранденбург, Германия                             | TKO 1 (6) 2:13                                      | |
| 5 | 5(1)-0                                              | 28 ноября 2008                                      | Ремигиус Заусус (7-17-1)                            | Хартвалл Арена, Хельсинки, Финляндия                                 | UD 6                                                | Счёт: 60-54 (трижды). |
| 4 | 4(1)-0                                              | 8 ноября 2008                                       | Никола Вусинович (3-0)                              | Джако-Арена, Бамберг, Германия                                       | UD 4                                                | Счёт: 40-36, 40-37, 39-37. |
| 3 | 3(1)-0                                              | 5 сентября 2008                                     | Эргин Солмаз (3-18-3)                               | Нойестфабрикен, Карлстад, Швеция                                     | UD 4                                                | Счёт: 40-35 (трижды). |
| 2 | 2(1)-0                                              | 7 июня 2008                                         | Давид Вицена (2-10-2)                               | Меллрингхаллен, Эребру, Швеция                                       | UD 4                                                | Счёт: 40-35 (трижды). |
| 1 | 1(1)-0                                              | 17 мая 2008                                         | Гейн Пукалл (14-11-2)                               | Оберфранкехолл, Байройт, Германия                                    | TKO 1 (4)                                           | Профессиональный дебют. |
| Бой | Рекорд                                              | Дата боя                                            | Соперник                                            | Место проведения боя                                                 | Результат                                           | Дополнительно |